# Rodolfo Chambelland
Rodolfo Chambelland (Rio de Janeiro, 29 de julho de 1879 — Rio de Janeiro, 31 de agosto de 1967) foi um pintor, desenhista, professor e decorador brasileiro.

## Biografia
Estudou no Liceu de Artes e Ofícios e matriculou-se em 1901 como aluno livre na Escola Nacional de Belas Artes, onde estudou com João Zeferino da Costa, Rodolfo Amoedo e Henrique Bernardelli. Exímio retratista e pintor de figuras, destacou-se na realização de cenas de costumes e de gênero. Também foi responsável por alguns dos mais importantes trabalhos de pintura decorativa realizados durante a Primeira República brasileira: integrou a equipe que decorou o pavilhão brasileiro na Feira Internacional de Turim em 1911 - trabalho hoje perdido - e realizou as pinturas para o Salão de Festas do Palácio Pedro Ernesto e para a cúpula da Sala da Assembleia, no Palácio Tiradentes. Essas duas últimas obras, ambas localizadas no centro do Rio de Janeiro, foram executadas nos anos 1920, em parceria com o seu irmão Carlos Chambelland.

### Na Europa
Rodolfo Chambelland conquistou o Prêmio de Viagem à Europa na Exposição Geral de Belas Artes de 1905, com o quadro Bachantes em festa, e seguiu para Paris no ano seguinte, onde freqüentou a Academia Julian (na Exposição Geral, conquistou ainda a medalha de prata, em 1904, e a medalha de ouro, em 1912). Também exerceu o magistério na Escola Nacional de Belas Artes: em 1916, após concurso, assumiu a cadeira de modelo vivo em substituição ao então falecido Zeferino da Costa; manter-se-ia nesse cargo até 1946, quando se aposentou.
Por iniciativa de um de seus discípulos, o diplomata e pintor Sergio Telles, foi condecorado pelo Ministério das Relações Exteriores com a Ordem do Rio Branco no grau de Comendador.